# Tom Morello
Tom Morello (New York, 1964. május 30. –) amerikai gitáros, dalszerző, színész és politikai aktivista. Hírnevét a Rage Against the Machine rockzenekar gitárosaként szerezte. Később az Audioslave tagja is volt.

## Diszkográfia

### Lock Up
- Something Bitchin' This Way Comes (1989)

### Rage Against the Machine
- Rage Against the Machine (1992)
- Evil Empire (1996)
- Live & Rare (1998)
- The Battle of Los Angeles (1999)
- Renegades (2000)
- Live at the Grand Olympic Auditorium (2003)

### Audioslave
- Audioslave (2002)
- Out of Exile (2005)
- Revelations (2006)

### The Nightwatchman
- One Man Revolution (2007)
- The Fabled City (2008)
- World Wide Rebel Songs (2011)

### Street Sweeper Social Club
- Street Sweeper Social Club (2009)
- The Ghetto Blaster (EP)(2010)

### Prophets of Rage
- The Party's Over EP (2016)
- Prophets of Rage (2017)

### Solo
- The Atlas Underground (2018)
- Comandante (2020)
- The Atlas Underground Fire (2021)
- The Atlas Underground Flood (2021)

## További információ
- Hivatalos oldal
- Tom Morello a Facebookon
- Tom Morello a PORT.hu-n (magyarul)
- Tom Morello az Internetes Szinkronadatbázisban (magyarul)
- Tom Morello az Internet Movie Database-ben (angolul)
- Tom Morello a Rotten Tomatoeson (angolul)

## Fordítás
- Ez a szócikk részben vagy egészben  a   Tom Morello című angol Wikipédia-szócikk ezen változatának fordításán alapul.  Az eredeti cikk szerkesztőit annak laptörténete sorolja fel. Ez a jelzés csupán a megfogalmazás eredetét és a szerzői jogokat jelzi, nem szolgál a cikkben szereplő információk forrásmegjelöléseként.